# Giovanni Zenatello

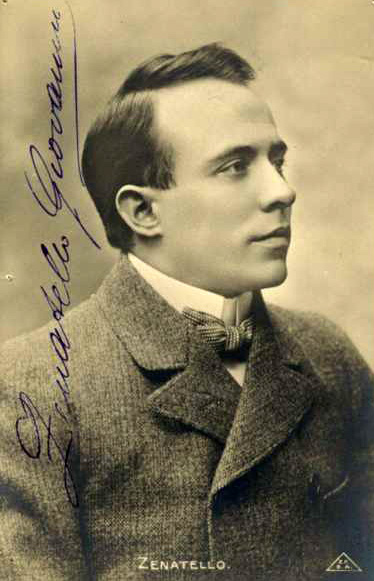
Giovanni Zenatello hacia 1905

Giovanni Zenatello (Verona, Italia, 22 de febrero de 1876 - Nueva York, Estados Unidos, 11 de febrero de 1949) fue un cantante de ópera italiano. Nacido en Verona,  disfrutó de una carrera internacional como tenor dramático de primer rango. Otello se convirtió en su papel operístico más famoso, pero cantó un amplio repertorio. En 1904 estrenó el papel de Pinkerton en Madama Butterfly.

## Carrera
Zenatello se mostró como una promesa musical desde joven. Su profesor de canto en Verona originalmente le formó como barítono pero nunca se sintió cómodo en esa tesitura y más tarde se cambió al registro de tenor. Sin embargo, fue como barítono como hizo su debut profesional en Belluno en 1898. Su debut como tenor —como Canio— no llegó hasta el año siguiente, en Nápoles.
La carrera operística de Zenatello alcanzó su punto culminante durante los primeros años del siglo XX. El 17 de febrero de 1904 creó el papel de Pinkerton en el estreno mundial de Madama Butterfly en La Scala, de Milán. La Scala era el principal teatro de ópera de Italia, y permaneció como miembro de su compañía de cantantes hasta 1907.
También cantó en la Royal Opera, Covent Garden de Londres, en 1905/06 y 1908/09; en la Manhattan Opera Company en 1907 a 1910; y con la Ópera Metropolitana de Nueva York, en gira, reemplazando a Enrico Caruso, en 1909. Fue miembro de la Ópera de Boston de 1909 a 1914 y cantó también a menudo en México y América del Sur y en varias ciudades de Europa continental.
La voz de Zenatello había madurado a la de tenor dramático durante sus años en La Scala, y fue el sucesor de Francesco Tamagno (1850–1905) como el referente mundial en el papel del Otello, de Verdi. Actuó en este papel extremadamente exigente más de 300 veces, desde 1908, y grabó varios extractos de la obra en discos de 78-rpm.
Zenatello regresó al Covent Garden en 1926, cantando Otello en una serie de representaciones que fueron parcialmente grabadas por HMV. Después de una última aparición (en Nueva York) en 1933,  se retiró de la escena para dedicarse a la enseñanza y a representar a jóvenes promesas del canto. La soprano coloratura Lily Pons fue un 'descubrimiento' notable de Zenatello, a la que tomó bajo su protección, y para la que arregló una audición en el Met, que resultó en el exitoso debut de la joven cantante francesa en Nueva York, en 1931.
Otro importante alumno suyo fue el tenor veronés Nino Martini, que tuvo su debut en el Met con Rigoletto en 1933, el cual le habilitó para empezar su carrera extraordinaria en el teatro neoyorquino (1933-1946), en los teatros americanos más importantes y también en Hollywood.
En cuando a su vida privada, Zenatello vivió con la mezzo-soprano Maria Gay desde 1906 hasta su muerte en 1943. A menudo se aludía a ellos como marido y mujer, a pesar de que nunca se casaron. Actuaron juntos en muchas ocasiones y se establecieron en Manhattan en 1936.
Antes, en 1913, Zenatello había sido fundamental en el proceso de la restauración de la Arena de Verona, y su transformación en un famoso escenario al aire libre para representaciones operísticas. Ese mismo año, la Arena montó una producción magnífica de Aida, celebrando el centenario del nacimiento de Verdi. En 1947, Zenatello arregló la aparición de una joven y prometedora Maria Callas en el festival de Verano de la Arena en la ópera La Gioconda. Esta representación daría a Callas una inestimable notoriedad en Italia y ayudó a ponerla en el camino de su futuro estrellato.
Zenatello murió de causas naturales en Nueva York en 1949, a los 73 años.

## Registros
Zenatello dejó un importante legado musical en forma de un número considerable de registros comerciales de su voz, tanto acústicos como, desde 1925, con la ayuda de tecnología de micrófonos. Sus primeros discos se grabaron en Italia por The Gramophone Company en 1903, seguido por otra larga serie para Fonotipia Records. Más tarde,  grabó para los sellos Columbia, Edison y HMV. Estos registros de arias, dúos y conjuntos, así como otro de canciones, sin publicar (Zenatello nunca se dedicó al recital de canciones, como Caruso), ha sido reeditado en CD en años recientes. Reflejan la ancha gama de su repertorio y confirman la impresionante potencia, empuje y fogosidad de su canto, así como una afinación a menudo problemática. Zenatello dejó grabado recuerdos de algunos de los papeles que estrenó (incluyendo arias y dúos de Siberia, Madame Butterly, y La Figlia di Iorio).

## Papeles estrenados
- 1903: Vassili en Siberia (Umberto Giordano).
- 1903: Init en Oceàna (Antonio Smareglia)
- 1904: Pinkerton en Madama Butterfly (Giacomo Puccini). Zenatello creó el papel de Pinkerton dos veces, apareciendo en el fallido estreno, y también en la versión revisada, esta vez con gran éxito.
- 1906: Aligi en La figlia di Iorio (Alberto Franchetti).
- 1907: Lionetto de' Ricci ("Il Fortebrando") en Gloria (Francesco Cilea).